# Нешковичи
Нешковичи — деревня в Жуковском районе Брянской области, в составе Крыжинского сельского поселения. 
 Расположена в 1 км к западу от села Крыжино. Население — 76 человек (2010).

## История
Возникла не позднее XVI века; впервые упоминается в 1620-х гг. как владение Тургеневых.
В XVIII веке — владение Брусиловых; в XIX — Тютчевых, Коровкевичей и других помещиков (сельцо).
Входила в приход села Крыжино.
В XVII—XVIII вв. находилась в составе Подгородного стана Брянского уезда; с 1861 по 1924 год в Княвицкой волости Брянского (с 1921 — Бежицкого) уезда, в 1924—1929 гг. в Овстугской волости, с 1929 в Жуковском районе.
С 1920-х годов до 2005 года входила в Крыжинский сельсовет.
В 1964 году была присоединена соседняя деревня Шишковка (Шишковичи).
| Годы      | 1866 | 1926 | 1979 | 1989 | 2002 | 2010 |
| --------- | ---- | ---- | ---- | ---- | ---- | ---- |
| Население | 301  | 418  | 168  | 92   | 81   | 76   |

## Обратите внимание
- До XVIII века название «Нешковичи» также носило нынешнее село Бетово.